# Sarah Brightman

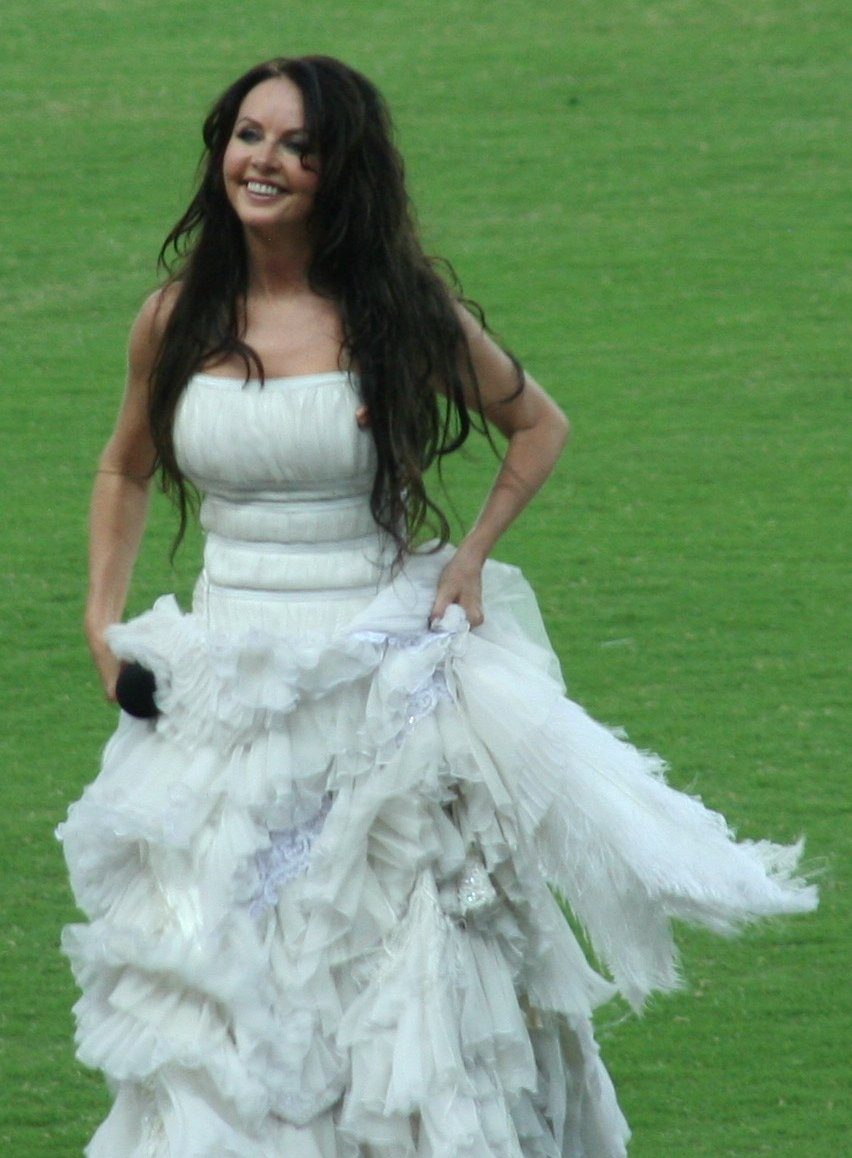
Sarah Brightman (2007)

Sarah Brightman (* 14. August 1960 in Berkhamsted, Hertfordshire, England) ist eine britische Sopranistin und Schauspielerin.

## Leben und Karriere
Brightman ist die älteste von sechs Geschwistern. Ihre Eltern waren der Geschäftsmann Grenville Geoffrey Brightman (1934–1992) und Paula Brightman. Sie wuchs in dem Dorf Little Gaddesden bei Berkhamsted in Hertfordshire auf. Bereits als Dreijährige begann sie, Ballett- und Klavierunterricht zu nehmen. Mit 11 Jahren wurde sie in die Arts Educational School, Tring Park (heute: Tring Park School for the Performing Arts) aufgenommen. Ihr Debüt feierte sie mit 13 Jahren in I and Albert am Piccadilly Theatre in London in der Rolle als Tochter der Königin Victoria. Ihre klassische Ausbildung bekam sie in Kirchenchören, im Royal College of Music in London und an der Juilliard School in New York.
1978 trat sie gemeinsam mit dem Tanzensemble Hot Gossip und dem Lied I Lost My Heart to a Starship Trooper von Typically Tropical auf. Ihre erste Ehe mit Andrew Graham Stewart ging Sarah Brightman bereits mit 18 Jahren ein. Sie war anschließend die zweite Ehefrau des Komponisten Andrew Lloyd Webber; das Paar heiratete am 22. März 1984. In der Erstaufführung von Webbers Musical Das Phantom der Oper im Jahr 1986 sang Sarah Brightman die Rolle der Christine Daaé, welche ihr von Webber auf den Leib geschrieben wurde. Die Ehe blieb kinderlos und wurde im Jahr 1990 geschieden.
Sarah Brightman sang mit Andrea Bocelli im Jahr 1996 das Duett Time to Say Goodbye, das sich zum Hit entwickelte. Am 25. August 2007 trat Brightman im Rahmen der Eröffnungsfeier der Leichtathletik-Weltmeisterschaften 2007 in Osaka in Japan mit ihrem neuen Lied Running auf. Sie spielt eine Hauptrolle im 2008 erschienenen Rock-Oper-Film Repo! The Genetic Opera von Darren Lynn Bousman.
Das Album Symphony erschien im Frühjahr 2008. Darauf ist mit I will be with you ein Duett mit KISS-Sänger Paul Stanley zu hören, der ebenfalls im Jahr 1999 im Phantom der Oper sang. Der Titelsong Symphony ist eine Coverversion des Songs Symphonie der deutschen Band Silbermond. Bei der Eröffnungsfeier der Olympischen Spiele in Peking 2008 durfte sie mit dem chinesischen Popstar Liu Huan zusammen die Olympia-Hymne singen. Im Januar 2008 gab sie einmalig ein Konzert zum Album Symphony im Wiener Stephansdom, welches verfilmt wurde. Mit dabei war ein 30-köpfiges Streichorchester sowie ein aus 16 Sängern bestehender Chor, dazu waren auch noch einige Duettpartner anwesend. Anfang November 2008 erschien ihr erstes Weihnachtsalbum A Winter Symphony und Brightman startete mit den Songs dieses Albums ihre Symphony Tour. Kurz danach wurden Musikstücke aus dem Weihnachtsalbum A Winter Symphony und Konzertmitschnitte der Symphony Tour mit Bildern und Videos auf YouTube veröffentlicht, was zu einem Rechtsstreit führte, der vom Bundesgerichtshof dem Europäischen Gerichtshof vorgelegt wurde, um die Verantwortung von Plattformen wie YouTube für Urheberrechtsverletzungen zu klären.
Brightmans gesangliches und musikalisches Werk zeigt eine große Vielfalt der Stilrichtungen. Ihre Musikgenres sind hauptsächlich Crossover und Classical Pop. Daneben unternimmt sie immer wieder Ausflüge zu anderen musikalischen Themen. So war sie zum Beispiel auch Sängerin bei Gregorian, die Pop- und Rockmusik im gregorianischen Stil interpretieren. Auf einigen Gregorian-Songs sang sie unter den Pseudonymen Sarah Hellmann  und Hepsibah. Auch sang sie Songs bei den deutschen Elektrosound Acts Sash! und Schiller.

## Soziales Engagement
Seit Februar 2012 ist Brightman „Künstlerin für den Frieden“ für die UNESCO.

## Geplanter Weltraumflug
Am 10. Oktober 2012 gab Brightman bekannt, dass sie über die Firma Space Adventures die Teilnahme als Weltraumtouristin an einer Sojus-Mission zur Internationalen Raumstation (ISS) plane. Im Januar 2015 begann sie das sechsmonatige Training für die Mission Sojus TMA-18M. Am 13. Mai 2015 gab sie jedoch bekannt, dass sie den Flug, der etwa 50 Millionen Dollar gekostet hätte, „aus familiären Gründen“ auf unbestimmte Zeit verschoben habe.

## Diskografie

### Studioalben
| Jahr | Titel                          | Höchstplatzierung, Gesamtwochen, AuszeichnungChartplatzierungen (Jahr, Titel, Platzierungen, Wochen, Auszeichnungen, Anmerkungen) | Höchstplatzierung, Gesamtwochen, AuszeichnungChartplatzierungen (Jahr, Titel, Platzierungen, Wochen, Auszeichnungen, Anmerkungen) | Höchstplatzierung, Gesamtwochen, AuszeichnungChartplatzierungen (Jahr, Titel, Platzierungen, Wochen, Auszeichnungen, Anmerkungen) | Höchstplatzierung, Gesamtwochen, AuszeichnungChartplatzierungen (Jahr, Titel, Platzierungen, Wochen, Auszeichnungen, Anmerkungen) | Höchstplatzierung, Gesamtwochen, AuszeichnungChartplatzierungen (Jahr, Titel, Platzierungen, Wochen, Auszeichnungen, Anmerkungen) | Anmerkungen                                                  |
| Jahr | Titel                          | DE | AT | CH | UK | US | Anmerkungen                                                  |
| ---- | ------------------------------ | --- | --- | --- | --- | --- | ------------------------------------------------------------ |
| 1995 | Fly                            | DE20 Gold · (30 Wo.)DE | AT16 (14 Wo.)AT | CH30 (4 Wo.)CH | — | — | Erstveröffentlichung: Dezember 1995                          |
| 1997 | Timeless / Time to Say Goodbye | DE17 Gold · (34 Wo.)DE | AT31 (7 Wo.)AT | — | UK2 Gold · (25 Wo.)UK | US71 Platin · (27 Wo.)US | Erstveröffentlichung: Mai 1997 mit London Symphony Orchestra |
| 1998 | Eden                           | DE34 (13 Wo.)DE | AT9 (12 Wo.)AT | CH32 (6 Wo.)CH | UK77 (4 Wo.)UK | US65 Gold · (24 Wo.)US | Erstveröffentlichung: 9. November 1998                       |
| 2000 | La Luna                        | DE17 (8 Wo.)DE | AT9 (8 Wo.)AT | CH20 (9 Wo.)CH | UK37 (3 Wo.)UK | US17 Gold · (31 Wo.)US | Erstveröffentlichung: 25. April 2000                         |
| 2003 | Harem                          | DE12 Gold · (14 Wo.)DE | AT22 (12 Wo.)AT | CH53 (5 Wo.)CH | — | US29 (16 Wo.)US | Erstveröffentlichung: 13. Mai 2003                           |
| 2008 | Symphony                       | DE21 (9 Wo.)DE | AT10 (9 Wo.)AT | CH24 (8 Wo.)CH | UK13 (4 Wo.)UK | US13 (11 Wo.)US | Erstveröffentlichung: 28. Januar 2008                        |
| 2013 | Dreamchaser                    | DE50 (1 Wo.)DE | AT34 (1 Wo.)AT | CH81 (2 Wo.)CH | UK58 (1 Wo.)UK | US17 (2 Wo.)US | Erstveröffentlichung: 16. Januar 2013                        |
| 2018 | Hymn                           | DE61 (1 Wo.)DE | — | CH36 (1 Wo.)CH | — | US50 (1 Wo.)US | Erstveröffentlichung: 9. November 2018                       |

### Weitere Alben
| Jahr | Titel                                     | Höchstplatzierung, Gesamtwochen, AuszeichnungChartplatzierungen (Jahr, Titel, Platzierungen, Wochen, Auszeichnungen, Anmerkungen) | Höchstplatzierung, Gesamtwochen, AuszeichnungChartplatzierungen (Jahr, Titel, Platzierungen, Wochen, Auszeichnungen, Anmerkungen) | Höchstplatzierung, Gesamtwochen, AuszeichnungChartplatzierungen (Jahr, Titel, Platzierungen, Wochen, Auszeichnungen, Anmerkungen) | Höchstplatzierung, Gesamtwochen, AuszeichnungChartplatzierungen (Jahr, Titel, Platzierungen, Wochen, Auszeichnungen, Anmerkungen) | Höchstplatzierung, Gesamtwochen, AuszeichnungChartplatzierungen (Jahr, Titel, Platzierungen, Wochen, Auszeichnungen, Anmerkungen) | Anmerkungen |
| Jahr | Titel                                     | DE | AT | CH | UK | US | Anmerkungen |
| ---- | ----------------------------------------- | --- | --- | --- | --- | --- | --- |
| 1984 | Song and Dance                            | — | — | — | UK46 (4 Wo.)UK | — | Erstveröffentlichung: August 1984 mit Wayne Sleep |
| 1985 | Andrew Lloyd Webber: Requiem              | — | — | — | UK4 (18 Wo.)UK | — | Erstveröffentlichung: März 1985 mit Plácido Domingo und Lorin Maazel |
| 1989 | The Songs That Got Away                   | — | — | — | UK48 (2 Wo.)UK | — | Erstveröffentlichung: Juni 1989 mit Andrew Lloyd Webber |
| 1995 | The Unexpected Songs: Surrender           | — | — | — | UK45 (2 Wo.)UK | — | Erstveröffentlichung: November 1995 mit Andrew Lloyd Webber |
| 1996 | Christmas In Vienna - Best Of             | DE60 (3 Wo.)DE | AT37 (4 Wo.)AT | — | — | — | Erstveröffentlichung: November 1996 mit Plácido Domingo, Josep Carreras, Luciano Pavarotti, Patricia Kaas, Charlotte Church, Vanessa Lynn Williams & Helmut Lotti                                  |
| 1997 | The Andrew Lloyd Webber Collection        | — | — | — | — | US110 Gold · (17 Wo.)US | Erstveröffentlichung: 1997 mit Andrew Lloyd Webber |
| 1998 | Christmas In Vienna V                     | DE33 (4 Wo.)DE | AT26 (4 Wo.)AT | — | — | — | Erstveröffentlichung: November 1998 mit Riccardo Cocciante, Plácido Domingo & Helmut Lotti |
| 2001 | The Very Best of 1990–2000                | DE64 (4 Wo.)DE | AT48 (4 Wo.)AT | — | — | — | Erstveröffentlichung: Mai 2001 Kompilation |
| 2001 | Classics: The Best Of                     | DE98 (1 Wo.)DE | — | CH66 (5 Wo.)CH | UK38 Silber · (6 Wo.)UK | US66 Gold · (18 Wo.)US | Erstveröffentlichung: Dezember 2001 Kompilation, 2006 wiederveröffentlicht |
| 2002 | Encore                                    | — | AT60 (2 Wo.)AT | — | — | US124 (4 Wo.)US | Erstveröffentlichung: Mai 2002 mit Andrew Lloyd Webber |
| 2004 | The Harem World Tour: Live from Las Vegas | DE99 (1 Wo.)DE | AT49 (2 Wo.)AT | — | — | US126 (3 Wo.)US | Erstveröffentlichung: September 2004 Livealbum |
| 2006 | Diva: The Singles Collection              | — | — | — | — | US100 (5 Wo.)US | Erstveröffentlichung: Oktober 2006 Kompilation |
| 2008 | A Winter Symphony                         | DE88 (2 Wo.)DE | — | — | — | US38 (8 Wo.)US | Erstveröffentlichung: November 2008 Weihnachtsalbum |
| 2009 | Symphony: Live in Vienna                  | — | — | — | — | US191 (1 Wo.)US | Erstveröffentlichung: März 2009 Livealbum |
| 2023 | Winter in Paris                           | — | — | — | — | — | Erstveröffentlichung: 17. November 2023 Weihnachtsalbum, anfänglich exklusiv verfügbar in Frankreich & Belgien, später auch in Deutschland. Chartplatzierung in Belgien: Peak: 124 / Wochen: 1 (W) |

Weitere Veröffentlichungen
| - 1981: Cats - 1983: Nightingale - 1986: The Phantom of the Opera - 1987: Highlights from Phantom of the Opera - 1987: Carousel - 1988: The Trees They Grow so High / Early One Morning - 1990: As I Came of Age - 1992: Sings the Songs of Andrew Lloyd Webber - 1993: Dive - 1997: In Concert at the Royal Albert Hall - 1998: Andrea Bocelli A Night in Tuscany - 1998: Art on Ice (in Zurich) - 1998: The Trees They Grow so High (Reissue) - 1999: One Night in Eden - 2000: Fly II - 2000: American Dream Andrea Bocelli’s Statue of Liberty Concert | - 2000: Vatican Christmas Concert - 2001: La Luna: Live in Concert - 2004: The Sarah Brightman Special: Harem a Desert Fantasy… - 2004: The Harem Tour (Limited Edition) - 2005: Love Changes Everything: The Andrew Lloyd Webber Collection, Volume 2 - 2006: Diva: The Video Collection - 2007: Concert for Diana - 2008: Repo - The Genetic Opera - 2008: Symphony: Pre-Show Music - 2008: In Concert - 2009: Bella Voce - 2009: Amalfi: Sarah Brightman Love Songs - 2011: The Phantom of the Opera at the Albert Hall in Celebration of 25 Years - 2013: Dreamchaser in Concert - 2014: Voce - Sarah Brightman Beautiful Songs - 2016: Gala – The Collection |

### Singles
| Jahr | Titel Album                                                       | Höchstplatzierung, Gesamtwochen, AuszeichnungChartplatzierungen (Jahr, Titel, Album, Platzierungen, Wochen, Auszeichnungen, Anmerkungen) | Höchstplatzierung, Gesamtwochen, AuszeichnungChartplatzierungen (Jahr, Titel, Album, Platzierungen, Wochen, Auszeichnungen, Anmerkungen) | Höchstplatzierung, Gesamtwochen, AuszeichnungChartplatzierungen (Jahr, Titel, Album, Platzierungen, Wochen, Auszeichnungen, Anmerkungen) | Höchstplatzierung, Gesamtwochen, AuszeichnungChartplatzierungen (Jahr, Titel, Album, Platzierungen, Wochen, Auszeichnungen, Anmerkungen) | Höchstplatzierung, Gesamtwochen, AuszeichnungChartplatzierungen (Jahr, Titel, Album, Platzierungen, Wochen, Auszeichnungen, Anmerkungen) | Anmerkungen                                                                |
| Jahr | Titel Album                                                       | DE | AT | CH | UK | US | Anmerkungen                                                                |
| ---- | ----------------------------------------------------------------- | --- | --- | --- | --- | --- | -------------------------------------------------------------------------- |
| 1978 | I Lost My Heart to a Starship Trooper –                           | DE26 (7 Wo.)DE | — | — | UK6 Gold · (14 Wo.)UK | — | Erstveröffentlichung: November 1978 mit Hot Gossip                         |
| 1979 | The Adventures of the Love Crusader –                             | — | — | — | UK53 (5 Wo.)UK | — | Erstveröffentlichung: März 1979 mit Hot Gossip                             |
| 1983 | Him –                                                             | — | — | — | UK55 (6 Wo.)UK | — | Erstveröffentlichung: Juli 1983                                            |
| 1984 | Unexpected Song –                                                 | — | — | — | UK76 (3 Wo.)UK | — | Erstveröffentlichung: August 1984                                          |
| 1985 | Pie Jesu Requiem                                                  | — | — | — | UK3 Silber · (9 Wo.)UK | — | Erstveröffentlichung: März 1985 mit Paul Miles-Kingston                    |
| 1986 | The Phantom of the Opera                                          | — | — | — | UK7 (10 Wo.)UK | — | Erstveröffentlichung: Januar 1986 mit Steve Harley                         |
| 1986 | All I Ask of You The Phantom of the Opera                         | — | — | — | UK3 Silber · (16 Wo.)UK | — | Erstveröffentlichung: September 1986 mit Cliff Richard                     |
| 1986 | The Music of the Night The Phantom of the Opera                   | — | — | — | UK7 (12 Wo.)UK | — | Erstveröffentlichung: Dezember 1986 mit Michael Crawford                   |
| 1989 | Anything But Lonely –                                             | — | — | — | UK79 (3 Wo.)UK | — | Erstveröffentlichung: Mai 1989                                             |
| 1992 | Amigos Para Siempre (Friends for Life) –                          | — | — | — | UK11 (11 Wo.)UK | — | Erstveröffentlichung: Juli 1992 mit Josep Carreras                         |
| 1995 | A Question of Honour Fly                                          | DE15 (24 Wo.)DE | — | — | — | — | Erstveröffentlichung: Juli 1995                                            |
| 1996 | Time to Say Goodbye Time to Say Goodbye / Romanza / Bocelli / Fly | DE1 ×11Elffachgold · (48 Wo.)DE | AT1 Platin · (33 Wo.)AT | CH1 ×2Doppelplatin · (38 Wo.)CH | UK2 Platin · (19 Wo.)UK | — | Erstveröffentlichung: November 1996 mit Andrea Bocelli                     |
| 1997 | Just Show Me How to Love You Time to Say Goodbye                  | DE36 (7 Wo.)DE | — | — | UK54 (2 Wo.)UK | — | Erstveröffentlichung: April 1997 mit London Symphony Orchestra & José Cura |
| 1997 | Who Wants to Live Forever Time to Say Goodbye                     | — | — | — | UK45 (2 Wo.)UK | — | Erstveröffentlichung: August 1997                                          |
| 1998 | Starship Troopers (O.S.T.)                                        | — | — | — | UK58 (2 Wo.)UK | — | Erstveröffentlichung: Februar 1998 mit United Citizen Federation           |
| 1998 | Eden                                                              | — | — | — | UK68 (2 Wo.)UK | — | Erstveröffentlichung: November 1998                                        |

Weitere Singles
| - 1979: Love in a UFO - 1981: My Boyfriend’s Back - 1981: Not Having That! - 1983: Rhythm of the Rain - 1987: Doretta’s Dream, Titelsong von A Room with a View - 1987: Wishing You Were Somehow Here Again - 1989: Make Believe - 1990: Something to Believe In - 1993: Captain Nemo - 1993: The Second Element - 1995: Heaven is Here - 1995: How Can Heaven Love Me - 1997: Tú Quieres Volver - 1997: There for Me, mit José Cura | - 1999: Deliver Me - 1999: So Many Things - 1999: The Last Words You Said - 2001: A Whiter Shade of Pale - 2001: Moment of Peace, mit Gregorian - 2002: Join Me, mit Gregorian - 2003: Harem - Remixes - 2003: What You Never Know - 2004: Free - 2007: Pasión, mit Fernando Lima - 2007: I Will Be with You (Where the Lost Ones Go), mit Chris Thompson, Titelsong des 10. Pokémon Films - 2007: Running - 2012: Angel - 2012: One Day Like This |

### Videoalben
| Jahr | Titel           | Höchstplatzierung, Gesamtwochen, AuszeichnungChartplatzierungen (Jahr, Titel, Platzierungen, Wochen, Auszeichnungen, Anmerkungen) | Höchstplatzierung, Gesamtwochen, AuszeichnungChartplatzierungen (Jahr, Titel, Platzierungen, Wochen, Auszeichnungen, Anmerkungen) | Höchstplatzierung, Gesamtwochen, AuszeichnungChartplatzierungen (Jahr, Titel, Platzierungen, Wochen, Auszeichnungen, Anmerkungen) | Höchstplatzierung, Gesamtwochen, AuszeichnungChartplatzierungen (Jahr, Titel, Platzierungen, Wochen, Auszeichnungen, Anmerkungen) | Höchstplatzierung, Gesamtwochen, AuszeichnungChartplatzierungen (Jahr, Titel, Platzierungen, Wochen, Auszeichnungen, Anmerkungen) | Anmerkungen                             |
| Jahr | Titel           | DE | AT | CH | UK | US | Anmerkungen                             |
| ---- | --------------- | --- | --- | --- | --- | --- | --------------------------------------- |
| 2019 | Hymn In Concert | — | — | CH9 (1 Wo.)CH | UK5 (13 Wo.)UK | — | Erstveröffentlichung: 15. November 2019 |

Weitere Videoalben
- 1999: One Night in Eden
- 2001: La Luna: Live in Concert
- 2004: The Harem World Tour: Live from Las Vegas
- 2006: Diva: The Singles Collection
- 2009: Symphony: Live in Vienna

## Auszeichnungen für Musikverkäufe
| Goldene Schallplatte - Argentinien - 1999: für das Album Eden - 2001: für das Album Classics: The Best Of - Brasilien - 1999: für das Album Eden - 2000: für das Album Time to Say Goodbye - 2004: für das Videoalbum La Luna: Live in Concert - Finnland - 1998: für das Album Timeless - Griechenland - 2004: für das Album Harem - Japan - 2000: für das Album La Luna - 2003: für das Album Harem - 2008: für das Album Symphony - 2008: für das Album A Winter Symphony - 2009: für das Album Amalfi: Sarah Brightman Love Songs - 2009: für die Single Time to Say Goodbye (Solo Version) (Mobile Downloads) - 2011: für die Single A Question of Honour (Mobile Downloads) - Kanada - 1999: für das Album Dive - 2003: für das Album Harem - 2008: für das Album A Winter Symphony - 2008: für das Album Symphony - Mexiko - 2004: für das Videoalbum The Harem World Tour: Live from Las Vegas - 2005: für das Videoalbum La Luna: Live in Concert - 2008: für das Album Symphony - 2010: für das Album Symphony: Live in Vienna - 2010: für das Videoalbum Symphony: Live in Vienna - Neuseeland - 2006: für das Videoalbum Diva: The Singles Collection - Niederlande - 2001: für das Album Timeless - 2003: für die Single Time to Say Goodbye - Portugal - 1998: für das Album Time to Say Goodbye - Schweden - 2000: für das Album La Luna - 2003: für das Album The Very Best of 1990–2000 - Südkorea - 1998: für das Album Time to Say Goodbye - Vereinigte Staaten - 2000: für das Videoalbum One Night in Eden - 2002: für das Videoalbum La Luna: Live in Concert - 2006: für das Videoalbum Diva: The Video Collection | Platin-Schallplatte - Argentinien - 2002: für das Videoalbum La Luna: Live in Concert - 2002: für das Videoalbum One Night in Eden - 2004: für das Videoalbum The Harem World Tour: Live from Las Vegas - 2006: für das Album Diva: The Singles Collection - 2006: für das Videoalbum Diva: The Singles Collection - Australien - 2002: für das Album Classics: The Best Of - Dänemark - 1998: für das Album Time to Say Goodbye - 2005: für das Album Eden - Europa - 2000: für das Album Timeless - Irland - 1998: für das Album Time to Say Goodbye - Kanada - 1999: für das Album Eden - 2000: für das Album La Luna - 2002: für das Album Classics: The Best Of - 2004: für das Videoalbum The Harem World Tour: Live from Las Vegas - Neuseeland - 2006: für das Album Diva: The Singles Collection - Niederlande - 2005: für das Album The Very Best of 1990–2000 - Norwegen - 1997: für das Album Timeless - 1999: für das Album Eden - Schweden - 1999: für das Album Eden 2× Platin-Schallplatte - Japan - 2007: für das Album Diva: The Singles Collection - Schweden - 1999: für das Album Timeless 3× Platin-Schallplatte - Kanada - 2001: für das Album Time to Say Goodbye 4× Platin-Schallplatte - Neuseeland - 1999: für das Album Time to Say Goodbye 5× Platin-Schallplatte - Taiwan - 1998: für das Album Time to Say Goodbye |

Anmerkung: Auszeichnungen in Ländern aus den Charttabellen bzw. Chartboxen sind in ebendiesen zu finden.
| Land/RegionAuszeichnungen für Musikverkäufe (Land/Region, Auszeichnungen, Verkäufe, Quellen) | Silber     | Gold       | Platin       | Verkäufe    | Quellen                                                    |
| -------------------------------------------------------------------------------------------- | ---------- | ---------- | ------------ | ----------- | ---------------------------------------------------------- |
| Argentinien (CAPIF)                                                                          | —          | 2× Gold2   | 5× Platin5   | 122.000     | capif.org.ar                                               |
| Australien (ARIA)                                                                            | —          | —          | Platin1      | 70.000      | aria.com.au                                                |
| Brasilien (PMB)                                                                              | —          | 3× Gold3   | —            | 225.000     | pro-musicabr.org.br                                        |
| Dänemark (IFPI)                                                                              | —          | —          | 2× Platin2   | 90.000      | Einzelnachweise                                            |
| Deutschland (BVMI)                                                                           | —          | 4× Gold4   | 5× Platin5   | 3.350.000   | musikindustrie.de                                          |
| Europa (IFPI)                                                                                | —          | —          | Platin1      | (1.000.000) | ifpi.org                                                   |
| Finnland (IFPI)                                                                              | —          | Gold1      | —            | 30.393      | ifpi.fi                                                    |
| Griechenland (IFPI)                                                                          | —          | Gold1      | —            | 10.000      | Einzelnachweise                                            |
| Irland (IRMA)                                                                                | —          | —          | Platin1      | 15.000      | Einzelnachweise                                            |
| Japan (RIAJ)                                                                                 | —          | 7× Gold7   | 2× Platin2   | 1.200.000   | riaj.or.jp JP2                                             |
| Kanada (MC)                                                                                  | —          | 4× Gold4   | 7× Platin7   | 810.000     | musiccanada.com                                            |
| Mexiko (AMPROFON)                                                                            | —          | 5× Gold5   | —            | 100.000     | amprofon.com.mx                                            |
| Niederlande (NVPI)                                                                           | —          | 2× Gold2   | Platin1      | 160.000     | nvpi.nl                                                    |
| Neuseeland (RMNZ)                                                                            | —          | Gold1      | 5× Platin5   | 77.500      | aotearoamusiccharts.co.nz                                  |
| Norwegen (IFPI)                                                                              | —          | —          | 2× Platin2   | 100.000     | ifpi.no (Memento vom 5. November 2012 im Internet Archive) |
| Österreich (IFPI)                                                                            | —          | —          | Platin1      | 50.000      | ifpi.at                                                    |
| Portugal (AFP)                                                                               | —          | Gold1      | —            | 20.000      | Einzelnachweise                                            |
| Schweden (IFPI)                                                                              | —          | 2× Gold2   | 3× Platin3   | 310.000     | sverigetopplistan.se                                       |
| Schweiz (IFPI)                                                                               | —          | —          | 2× Platin2   | 100.000     | hitparade.ch                                               |
| Südkorea (KMCA)                                                                              | —          | Gold1      | —            | 15.000      | Einzelnachweise                                            |
| Taiwan (RIT)                                                                                 | —          | —          | 5× Platin5   | 250.000     | Einzelnachweise                                            |
| Vereinigte Staaten (RIAA)                                                                    | —          | 7× Gold7   | Platin1      | 3.150.000   | riaa.com                                                   |
| Vereinigtes Königreich (BPI)                                                                 | 3× Silber3 | 2× Gold2   | Platin1      | 1.760.000   | bpi.co.uk                                                  |
| Insgesamt                                                                                    | 3× Silber3 | 43× Gold43 | 45× Platin45 |             |                                                            |

## Filmografie (Auswahl)
- 2000: Rosamunde Pilcher – Zeit der Erkenntnis
- 2008: Repo! The Genetic Opera
- 2009: Amarufi: Megami no hôshû
- 2012: First Night